# Kollektivtrafik i Skåne
Kollektivtrafiken i Skåne består av buss, tåg och båt. Trafiken bedrivs av olika entreprenörer med Skånetrafiken som trafikhuvudman (utom båttrafiken).

## Transportsätt

### Buss
Busstrafiken är grunden för kollektivtrafiken i Skåne på kortare avstånd såsom inom städer. Tågtrafiken utgör stommen på längre avstånd. Busstrafiken består av stadsbussar i Skånes 10 största städer. Det finns även mer långväga busstrafik.

#### Stadsbussar
Stadsbussar i Skånetrafikens regi finns i Eslöv, Helsingborg, Hässleholm, Kristianstad, Landskrona, Lund (Kommunen ansvarar för tidtabeller), Malmö, Trelleborg, Ystad och Ängelholm.

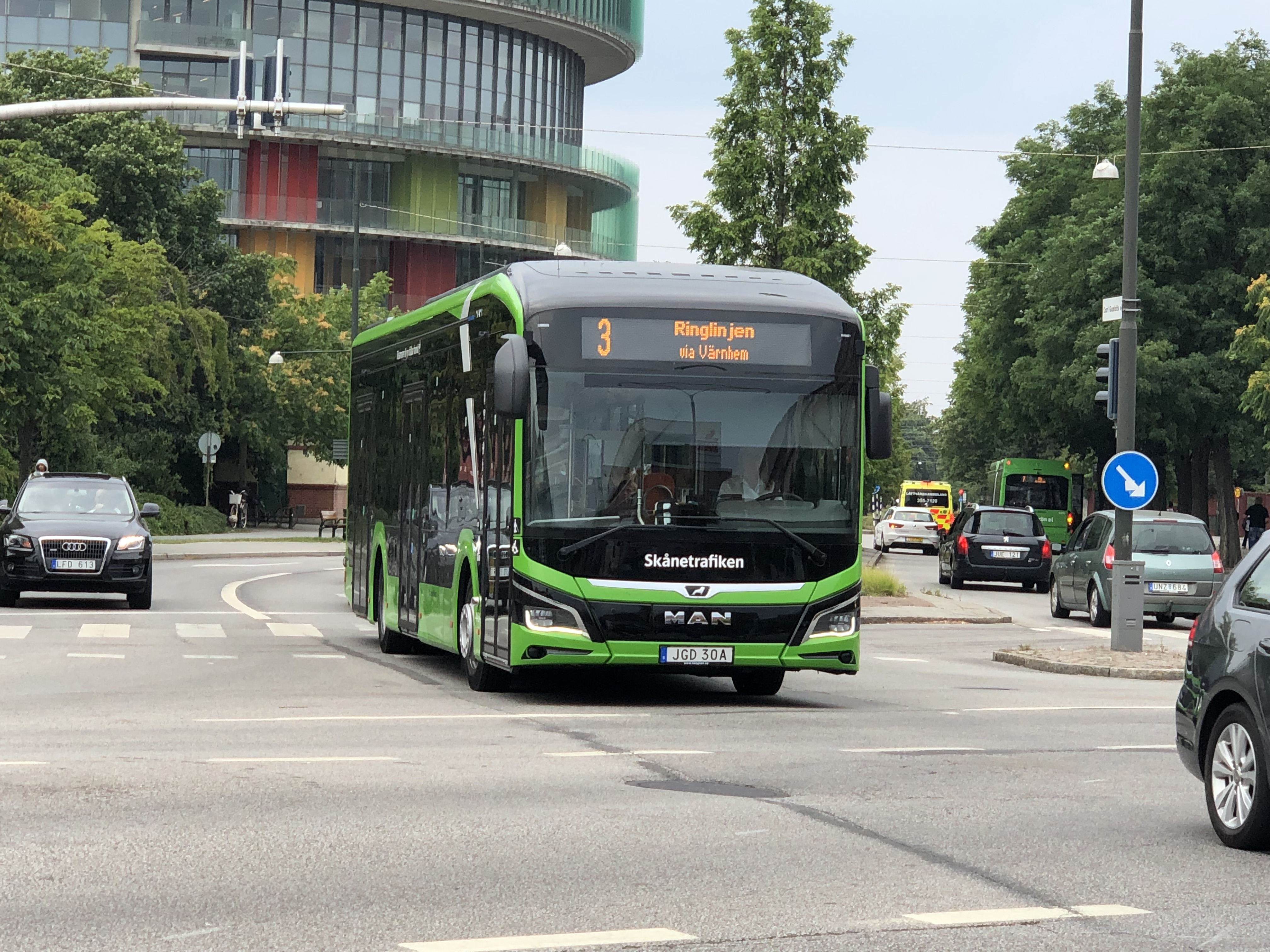
Stadsbuss på linje 3 i Malmö

Bussarna går på el, naturgas eller biogas, men undantag finns i Landskrona där en linje med trådbussar finns. Express varianter finns även i form av LundaExpressen (Spårvagn), MalmöExpressen (Dubbelled 24meter) och HelsingborgsExpressen (Enkelled 18meter). Gemensamt för dessa är Påstigning i alla dörrar. Dessutom har Lund påstigning i alla dörrar på Stadsbussarna.

#### Regionbussar
Regionbussarna utgör ett finmaskigt nät av regionbusslinjer. Totalt finns cirka 150 regionbusslinjer. En del av de regionbussar som kör längre sträckor (exempelvis Kristianstad-Malmö) kallas för Skåneexpressen och en del av de regionbussar som kör med hög turtäthet (exempelvis Malmö-Lund) kallas för pendeln. Gemensamt för alla pendellinjer är att de i rusningstrafik går minst varje kvart.

### Tåg
Tågtrafiken består av några olika tågtjänster. Skånetrafiken erbjuder Krösatåg, Pågatåg Express, Pågatågen och Öresundstågen. Pågatågen stannar oftast på många fler ställen än vad Öresundstågen gör. Dessutom finns tågoperatörer som i egen regi kör fjärrtåg ut ur Skåne, nämligen SJ och Snälltåget.

#### Pågatågen

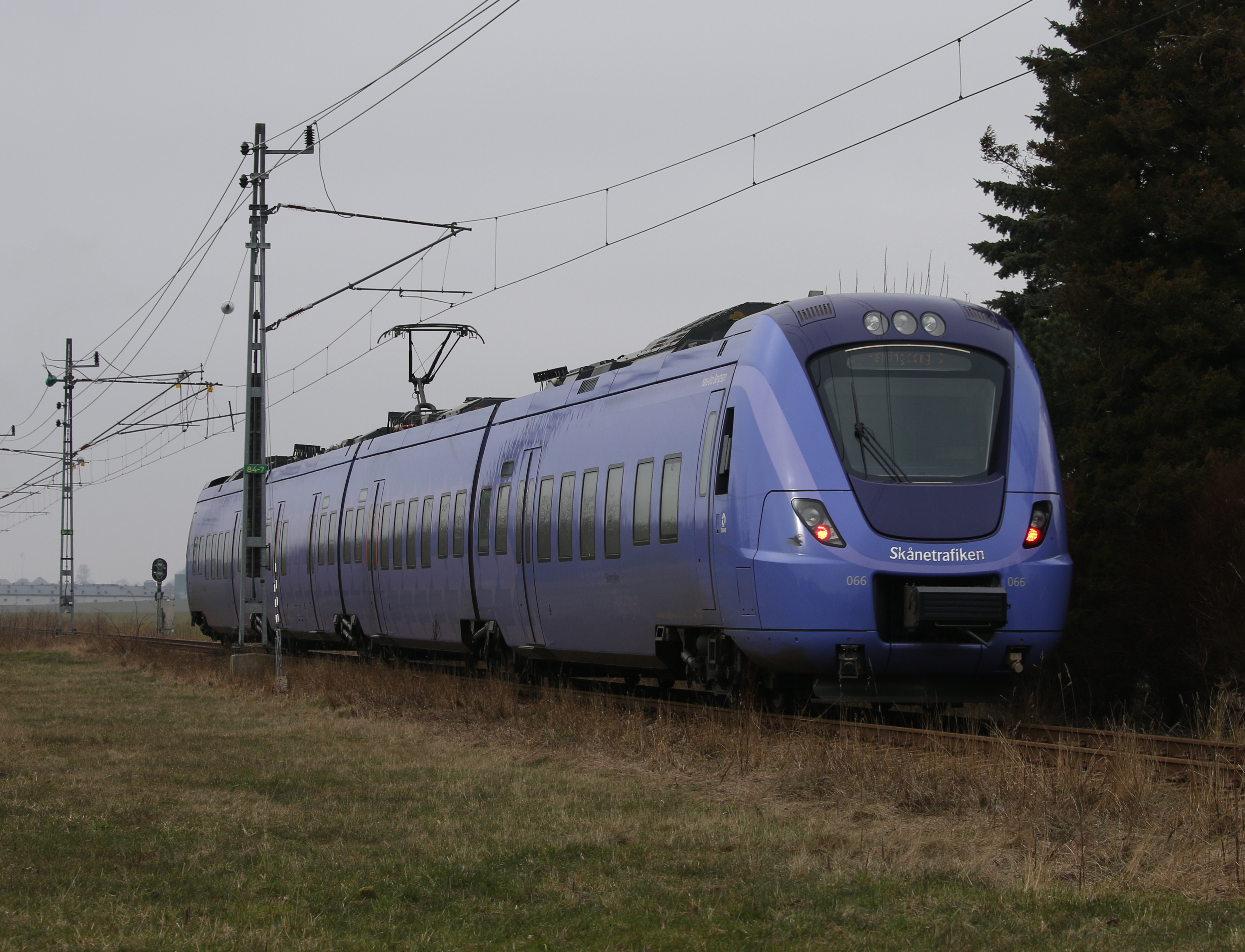
Pågatåget "Hans-Uno Bengtsson" i Gärsnäs.

Pågatågen är skåningarnas eget tåg och idag finns det 99 Pågatåg. Från och med 2013 användas endast X61 för denna trafik. Däremot åker vissa rutter utanför skåne till Blekinge, Kronoberg och Halland

#### Öresundstågen
Öresundstågen är de tåg som går mellan Østerport/Köpenhamn och Malmö. I Malmö delas dessa i 3 olika linjer: Malmö-Lund-Helsingborg-Halmstad-Göteborg, Malmö-Lund-Hässleholm-Alvesta-Kalmar samt Malmö-Lund-Hässleholm-Kristianstad-Karlskrona. X31 används för denna trafik och Transdev är operatör.

#### SJ
SJ kör snabbtåg under varumärken som X 2000 och SJ 3000 med fordonstyperna X2 och X55 till Stockholm respektive Göteborg. Dessa tåg körs i SJ:s egen regi, med SJ:s egna biljetter. Skånetrafikens biljetter och kort gäller inte på dem.
SJ kör förutom snabbtågen också ett fåtal Intercitytåg på sträckan Malmö - Stockholm med äldre lokdrivna tåg samt med nattåg till Stockholm och Hamburg.

#### Transdev
Transdev kör dagligen tåg under varumärket Snälltåget med lok och vagnar till Stockholm. Dessutom körs nattåg till Åre och Röjan utmed Inlandsbanan samt nattåg till Stockholm via Helsingborg. Under sommaren körs även nattåg till Berlin. Dessutom ut till Zell am see skidort. 

### Båt
Färjetrafiken utgörs av linjen Landskrona-Ven och Helsingborg-Helsingör.

#### Linjen Landskrona-Ven
Trafiken körs på uppdrag av Skånetrafiken och Landskrona kommun men trafiken körs också på egen kommersiell basis. Både passagerar- och fordonsfärjor används för denna trafik. Ventrafiken AB har ensam hand om denna linje.

#### Linjen Helsingborg-Helsingör
Trafiken körs på egen kommersiell bas av Öresundslinjen och Sundsbussarna.

#### Linjen Trelleborg-Rostock och Trelleborg-Sassnitz
Scandlines bytte namn till Stena line och under 4 timmar åker man till Sassnitz. Däremot tog FRS över trafiken till Sassnitz efter att Covid-19 tillkomm. I början trafikerade FRS sträckan Ystad-Sassnitz, men i april 2023 kommer FRS att trafikera Trelleborg–Sassnitz.
Linjen Trelleborg-Travemünde och Trelleborg-Rostock
Körs av TT-line.

#### Linjen Ystad-Rønne och Ystad-Świnoujście
Körs av Bornholmslinjen, Polferries och Unity Line

#### Hallands väderö
Väderötrafiken kör båtar till Hallands väderö från Torekov och Båstad.

### Tabell
| Trafikslag            | Transportmedel | Spårinnehavare    | Trafik- huvudman                 | Operatör                                                  | Energimatning  | Maxhastighet | Spårvidd | Största längd | Trafikstart |
| --------------------- | -------------- | ----------------- | -------------------------------- | --------------------------------------------------------- | -------------- | ------------ | -------- | ------------- | ----------- |
| Fjärrtåg              | Järnväg        | Trafikverket      | SJ och Snälltåget                | SJ och Snälltåget                                         | 15 000 V AC    | 200 km/h     | 1435 mm  | cirka 350 m   | 1864        |
| Öresundståg           | Järnväg        | Trafikverket      | Skånetrafiken                    | Transdev                                                  | 15 000 V AC    | 180 km/h     | 1435 mm  | 236 m         | 2000        |
| Pågatåg               | Järnväg        | Trafikverket      | Skånetrafiken                    | VR Sverige                                                | 15 000 V AC    | 160 km/h     | 1435 mm  | 150 m         | 1983        |
| Spårvagn (Lund)       | Spårvagn       | Lunds kommun      | Skånetrafiken                    | Keolis                                                    | 750 V DC       | 60 km/h      | -        | ca 30 m?      | 2020        |
| Trådbuss (Landskrona) | Buss           | Landskrona kommun | Landskrona kommun                | Nobina                                                    | 750 V DC       | 50 km/h      | -        | ca 12 m       | 2003        |
| Fjärrbuss             | Buss           | -                 | Flera olika                      | Flera olika                                               | Diesel         | 90 km/h      | -        | ca 14 m       | ?           |
| Regionbuss            | Buss           | -                 | Skånetrafiken                    | Bergkvarabuss Nobina Transdev Vy Buss VR Sverige Flexbuss | Diesel Gas El  | 90 km/h      | -        | 15 m          | ?           |
| Stadsbussar           | Buss           | -                 | Skånetrafiken                    | VR Sverige Nobina Transdev Bergkvarabuss Keolis           | Gas El         | ?            | -        | 24 m          | ?           |
| Vy Flygbussarna       | Buss           | -                 | Vy Flygbussarna                  | Vy Flygbussarna                                           | Diesel         | 90 km/h      | -        | ca 14 m       | ?           |
| HH-leden              | Båt            | -                 | Öresundslinjen och Sundsbussarna | Öresundslinjen och Sundsbussarna                          | Tjockolja / El | 15,0 knop    | -        | 111 m         | 1842        |
| Ventrafiken           | Båt            | -                 | Ventrafiken                      | Ventrafiken                                               | Diesel         | ?            | -        | ?             | ?           |

## Framtid

### Järnväg
Pågående byggen
- Skånebanan, Helsingborg–Kristianstad, upprustning
- Södra stambanan, Flackarp-Arlöv
- Västkustbanan, Ängelholm-norra Helsingborg, extra spår
- Simrishamnsbanan, Malmö–Simrishamn, upprustning

### Vägar
- E22